# Шинглтаун (Калифорнија)
Шинглтаун (енгл. Shingletown) насељено је место без административног статуса у америчкој савезној држави Калифорнија.

## Демографија
По попису из 2010. године број становника је 2.283, што је 61 (2,7%) становника више него 2000. године.
| Група             | 2000.         | 2010.         |
| Белци             | 2.029 (91,3%) | 2.066 (90,5%) |
| Афроамериканци    | 8 (0,4%)      | 5 (0,2%)      |
| Азијати           | 6 (0,3%)      | 8 (0,4%)      |
| Хиспаноамериканци | 76 (3,4%)     | 86 (3,8%)     |
| Укупно            | 2.222         | 2.283         |